# 吉備全継
吉備 全継（きび の またつぐ）は、平安時代初期から前期にかけての貴族。名は全嗣とも表記される。参議・吉備泉の子。官位は従五位下・伯耆守。

## 経歴
承和12年（845年）正六位上から従五位下に叙爵し、石見守に任ぜられる。仁寿3年（853年）に美作介、天安3年（859年）上総介次いで伯耆守、貞観9年（867年）尾張守と、仁明・文徳・清和の三朝に亘って地方官を歴任した。

## 官歴
『六国史』による。
- 時期不詳：正六位上
- 承和12年（845年） 正月7日：従五位下。正月11日：石見守
- 仁寿3年（853年） 正月16日：美作介。7月1日：美作介
- 天安3年（859年） 2月13日：上総介。3月22日：兼伯耆守
- 貞観9年（867年） 正月12日：尾張守

## 系譜
- 父：吉備泉[1]
- 母：不詳
- 妻：不詳
  - 男子：吉備有成[1]
  - 男子：吉備友成[1]